# RALM
Revue d'Art et de Littérature, musique (RALM) est une revue littéraire française créée en avril 2004.

## Principaux collaborateurs
Gilbert Bourson, Patrick Cintas, Valérie Constantin, Daniel de Cullá, Jean-Michel Guyot, Pascal Leray, Benoît Pivert, Stéphane Pucheu, Johnny Rasco, Alan Sévellec, Robert Vitton, Pierre Vlélo, Nicolas Zurstrassen.

## Numéros spéciaux
La RALM s'est particulièrement intéressée[réf. souhaitée] à publier les travaux littéraires de Patrick Cintas et de Pascal Leray dans deux numéros conséquents[réf. souhaitée] :
N° 102 - Catalogue du sériographe de Pascal Leray. Ce numéro (évolutif) reprend l'ensemble de l'œuvre de Pascal Leray (références, liens et textes intégraux).
N° 103 - Goruriennes de Patrick Cintas. Travaux complets de Patrick Cintas sous forme d'un hypertexte.